# マリー＝アストリッド・ド・リュクサンブール

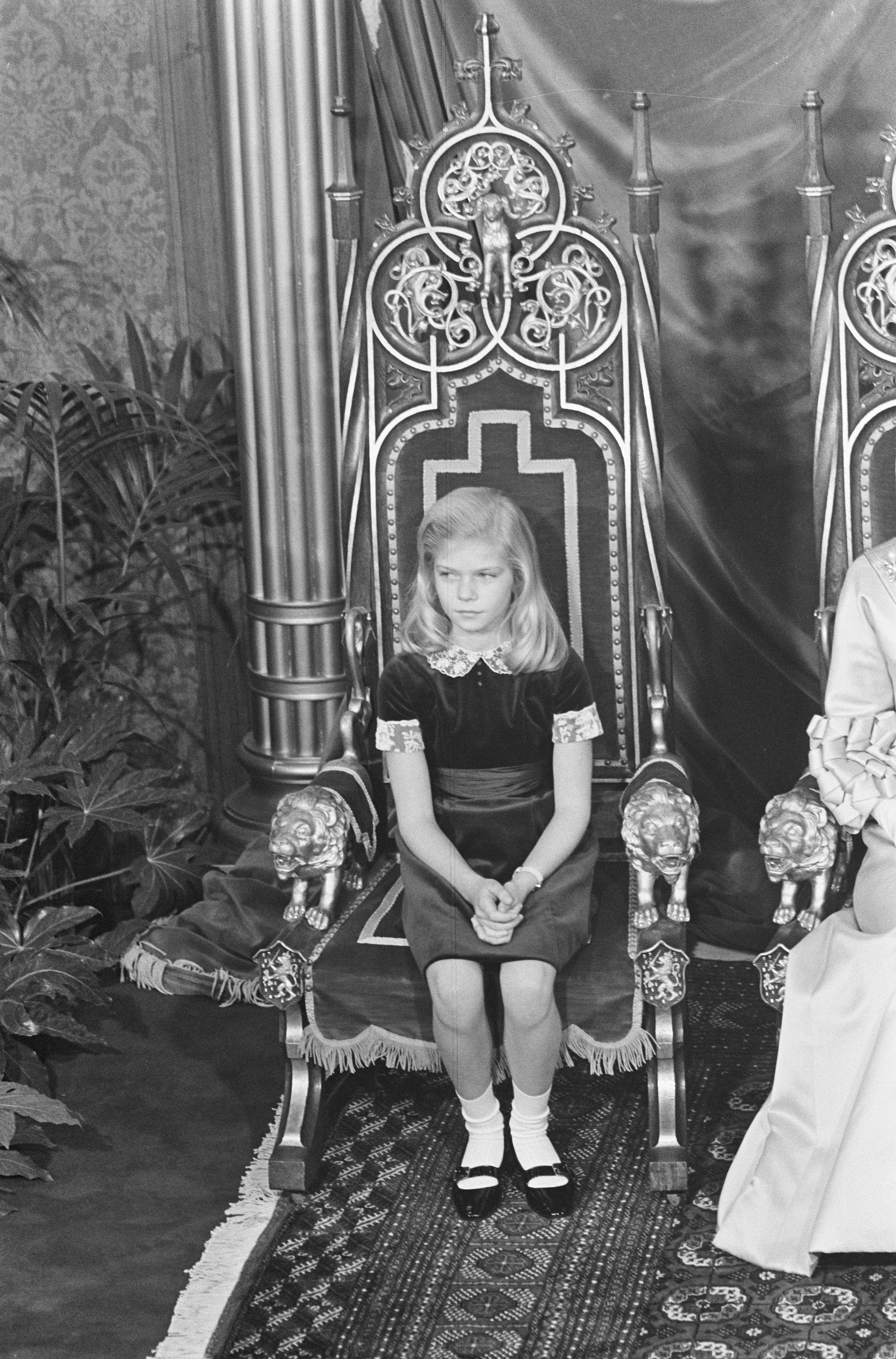
父ジャン大公の即位式で母の隣に座るマリー＝アストリッド、1964年

マリー＝アストリッド・ド・リュクサンブール（Marie-Astrid de Luxembourg, 1954年2月17日 ベッツドルフ城 - ）は、ルクセンブルク大公国大公家の成員。ルクセンブルク大公アンリの姉で、婚姻によりハプスブルク＝ロートリンゲン家の成員となった。

## 経歴
ルクセンブルク大公ジャンと妻ジョゼフィーヌ＝シャルロット大公妃の間の第1子・長女。
洗礼の代父母は父方祖母のルクセンブルク女大公シャルロット及び母方祖父のベルギー王レオポルド3世。正式な洗礼名はマリー＝アストリッド・リリアーヌ・シャルロット・レオポルディーヌ・ヴィレルミーヌ・イングボル・アントワネット・エリザベート・アンヌ・アルベルト（Marie-Astrid Liliane Charlotte Léopoldine Wilhelmine Ingeborg Antoinette Élisabeth Anne Alberte）であり、「マリー＝アストリッド」の名の連なりは聖母マリア及び早世した母方祖母のベルギー王妃アストリッドに因む。
1970年代、宗派の違いがあるにもかかわらず、イギリス王位継承者ウェールズ公（チャールズ3世王）が王室同士の婚姻を固守する場合の最も相応しいお妃候補だと言われ、1977年にはイギリスの大衆紙『デイリー・エクスプレス』が2人が婚約間近と（誤って）報じたこともあった。
1982年2月6日ルクセンブルク市にて、オーストリア大公カール・ルートヴィヒの次男でベルギー生まれのカール・クリスティアンと結婚、間に5子をもうけた。
- マリー＝クリスティーヌ・アンヌ・アストリッド・ジタ・シャルロット（1983年 - ） - 2008年ルドルフ・ド・リンブルフ＝スティルム伯爵と結婚し3子を得る
- イムレ・エマニュエル・シーモン・ジャン・カール・マルクス・ダヴィアノ（1985年 - ） - 2012年フィフス・サード・バンク（英語版）代表取締役の娘キャスリーン・ウォーカーと結婚[3]し5子を得る
- クリストフ・アンリ・アレクサンドル・マリア・マルクス・ダヴィアノ（1988年 - ） - 2011年外交官の娘アデライード・ドラぺ＝フリッシュと婚約[4][5][6]、2012年結婚[7][8][9][10]し4子を得る
- アレクサンドル・エクトール・マリー・カール・レオポール・マルクス・ダヴィアノ（1990年 - ） - フランス外人部隊指揮官ニコラ・ルミャンツェフ（フランス語版）伯爵の孫ナターシャ・ルミャンツェフと2023年結婚[11][12]
- ガブリエラ・マリア・ピラール・ヨランド・ジョゼフィーヌ＝シャルロット（1994年 - ） - 2020年ブルボン＝パルマ公子アンリと結婚[13][14][15][16]し3子を得る、夫はルクセンブルク大公女マリー＝ガブリエル及びブルボン＝パルマ公子ミシェルの孫で又従兄にあたる

1972年18歳成人に伴いルクセンブルク大公家の慣例としてアドルフ・ド・ナッソー勲章大十字章を受け、他に1980年スペインのイサベル・ラ・カトリカ勲章大十字章を受けている。

## 引用・脚注
1. ↑  Grand Ducal Court of Luxembourg
2. ↑  “the royals and the press”.   pbs.org. 2012年9月11日閲覧。
3. ↑  “Washington's Katie Walker weds Archduke Imre of Austria”. The Washington Post. (2012年9月11日) 2012年9月11日閲覧。
4. ↑  “Un Mariage Princier à Nancy” (フランス語). CNews. (2012年12月29日) 2022年10月5日閲覧。
5. ↑  “Une fille de diplomate” (フランス語). Le Républicain Lorrain. (2012年12月29日) 2022年10月5日閲覧。
6. ↑  “Mariage princier à Nancy” (フランス語). Le Journal de Saône-et-Loire. (2022年12月30日) 2022年10月5日閲覧。
7. ↑  “A third marriage for the Grand-Ducal Court: Archduke Christoph of Austria is to marry Adélaïde Drapé-Frisch this weekend in Nancy.”.   Luxembourg Times (2012年12月29日). 2012年12月29日閲覧。
8. ↑  “Royal wedding for Austrian Archduke”.   CBS News (2012年12月31日). 2012年12月31日閲覧。
9. ↑  “Austrian archduke takes a French bride”.   CBS News (2012年12月31日). 2012年12月31日閲覧。
10. ↑  “Mariage de S.A.I.R. l'Archiduc Christophe d'Autriche et Mlle Adelaïde Drapé-Frisch” (フランス語).   Cour Grand-Ducale (2012年12月29日). 2012年12月29日閲覧。
11. ↑  Nicolas Fontaine (2023年9月30日). “Mariage de l’archiduc Alexander d’Autriche en présence du grand-duc Henri de Luxembourg au château de Belœil” (フランス語). Histoires Royales. 2023年10月1日閲覧。
12. ↑  “Les prestigieux invités du mariage de l’archiduc Alexandre d’Autriche et de Natacha Roumiantzeff-Pachkevitch” (フランス語). Point de vue (2023年10月2日). 2023年10月3日閲覧。
13. ↑  “Primos y con una hija de dos años: los protagonistas de la última boda real europea” (スペイン語).   El Universo (2020年9月20日). 2020年9月20日閲覧。
14. ↑  “Prince Henri of Bourbon-Parma marries Archduchess Gabriella of Austria in glamorous European Royal Wedding” (英語).   Tatler (2020年9月14日). 2020年9月14日閲覧。
15. ↑  “Mariage princier en Autriche: l'union de l'archiduchesse Gabriella d'Autriche et du prince Henri de Bourbon-Parme a pu être célébrée” (フランス語).   La Libre (2020年9月20日). 2020年9月20日閲覧。
16. ↑  “Gabriella d’Autriche et Henri de Bourbon-Parme, mariage impérial au Tyrol” (フランス語).   Point de vue (2020年9月23日). 2020年9月23日閲覧。
17. ↑  Honorary distinctions of the Grand Duchy of Luxembourg, publication of the government of Luxembourg : Princes and Princesses of the Grand-Ducal House of Luxembourg are Grand Crosses of the Order by birth but the decoration is worm only after they reach their majority (18 years old).
18. ↑  Boletín Oficial del Estado
19. ↑  Boletín Oficial del Estado